# Томас, Мейрион
Мейрион Томас (28 декабря 1894 г. — 5 апреля 1977 г.) — уэльский ботаник и физиолог растений.

## Образование и ранняя жизнь
Томас родился 28 декабря 1894 года по адресу Менай Терраса 2 в Бангоре, Уэльс, в семье Джона Томаса, вице-директора Бангорского педагогического колледжа, и его жены Кэтрин Энн Робертс. Он получил образование в школе Фраерс в Бангоре с 1906 по 1912 год и начал учёбу в Кембриджском университете, которое было прервано Первой мировой войной.
Во время войны он служил в полку Королевских Уэльских Фузилёров, а затем выиграл комиссию и перевёлся в пограничники Южного Уэльса. После Мейрион был переведён в отдел химической войны и дослужился до звания капитана.
В 1919 году он вернулся в Кембридж, и закончил изучать ботанику, получив степень бакалавра искусств в 1921 году, а затем и степень магистра искусств в 1925.

## Карьера и исследования
С 1924 года Томас работал в Армстронг-колледже в Ньюкасл-апон-Тайн, сначала в качестве начинающего преподавателя по ботанике и физиологии растений, а позже дослужившись до старшего преподавателя и лектора. В 1946 году он был назначен профессором ботаники в Королевском колледже в Ньюкасле. Мейрион вышел на пенсию в 1961 году, но продолжал поддерживать стремления колледжа к получению статуса университета (который был получен в 1963 году), после чего он стал известен как Университет Ньюкасла. Он также служил капитаном в Офицерском учебном корпусе при университете.
Томас Мейрион и его группа занималась всесторонним исследованием необычного метаболизма толстянковых. Мейрион вместе со Стэном Рэнсоном и Гарри Биверсом показали, без использования радиоактивных изотопов, что ночное накопление малата в листьях каланхое происходит в результате связывния CO2. Именно Томас Мейрион впервые использовал термин Crassulacean acid metabolism в докладе для Сообщества экспериментальной биологии в январе 1947 года, а позже и в четвёртом издании своего учебника «Физиология растений». Впоследствии термин преобразовался в акроним CAM, который получил широкое распространение.

### Награды и почести
В 1945 году Томас был избран членом Королевского общества Эдинбурга. Его кадидатуру выдвинули Джон Хеслоп-Харрисон, Альфред Хобсон, Эрнест Данлоп и Роберт Уэлдон. В 1949 году он был избран членом Королевского общества, с обоснованием за исследрвание катаболических процессов растений.

## Личная жизнь
Томас умер 5 апреля 1977 года в Брин Краг недалеко от города Тайвин, Уэльс. Он не был женат и не имел детей.